# 罗得中世纪旧城

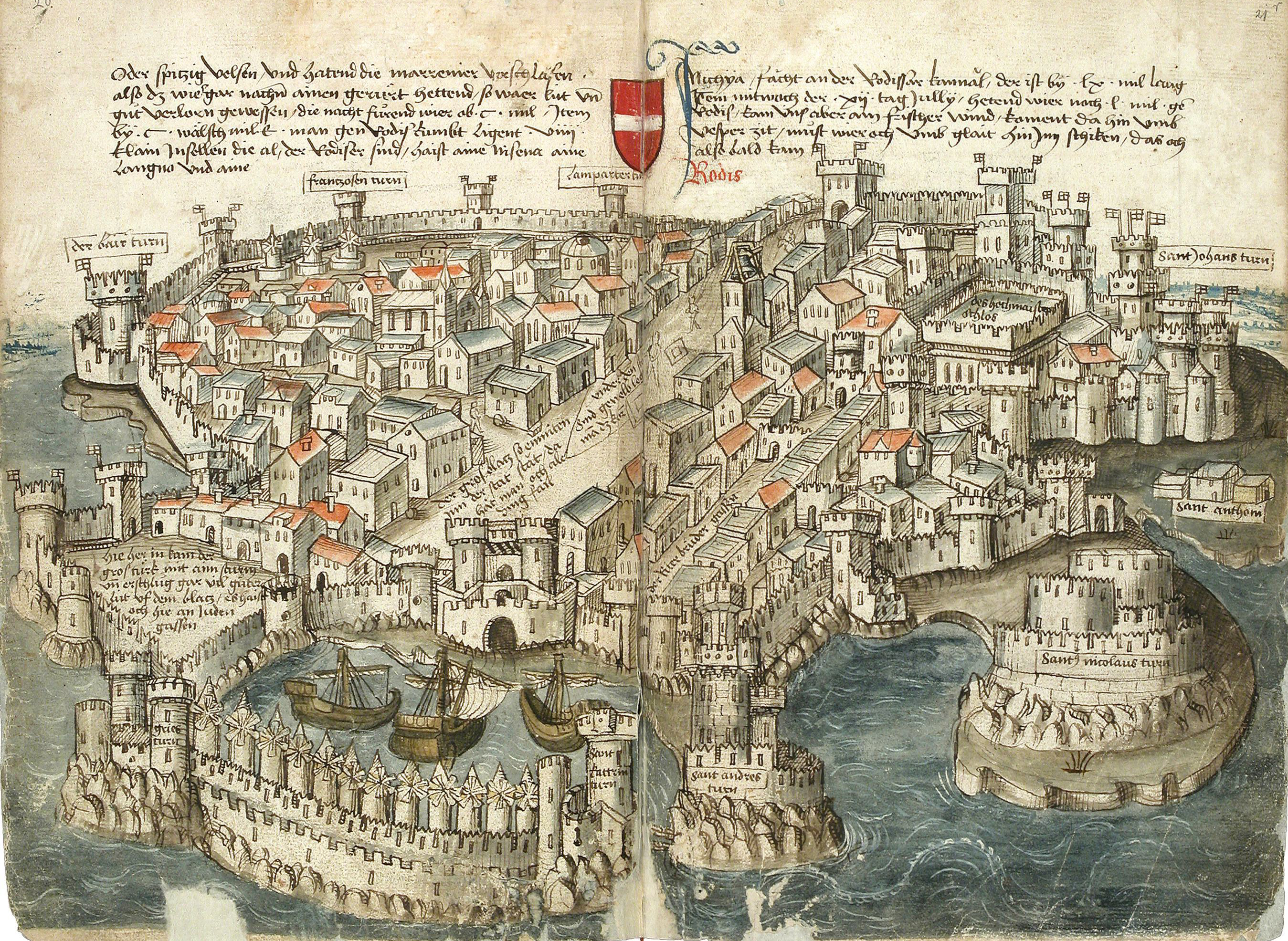
罗得于1490年

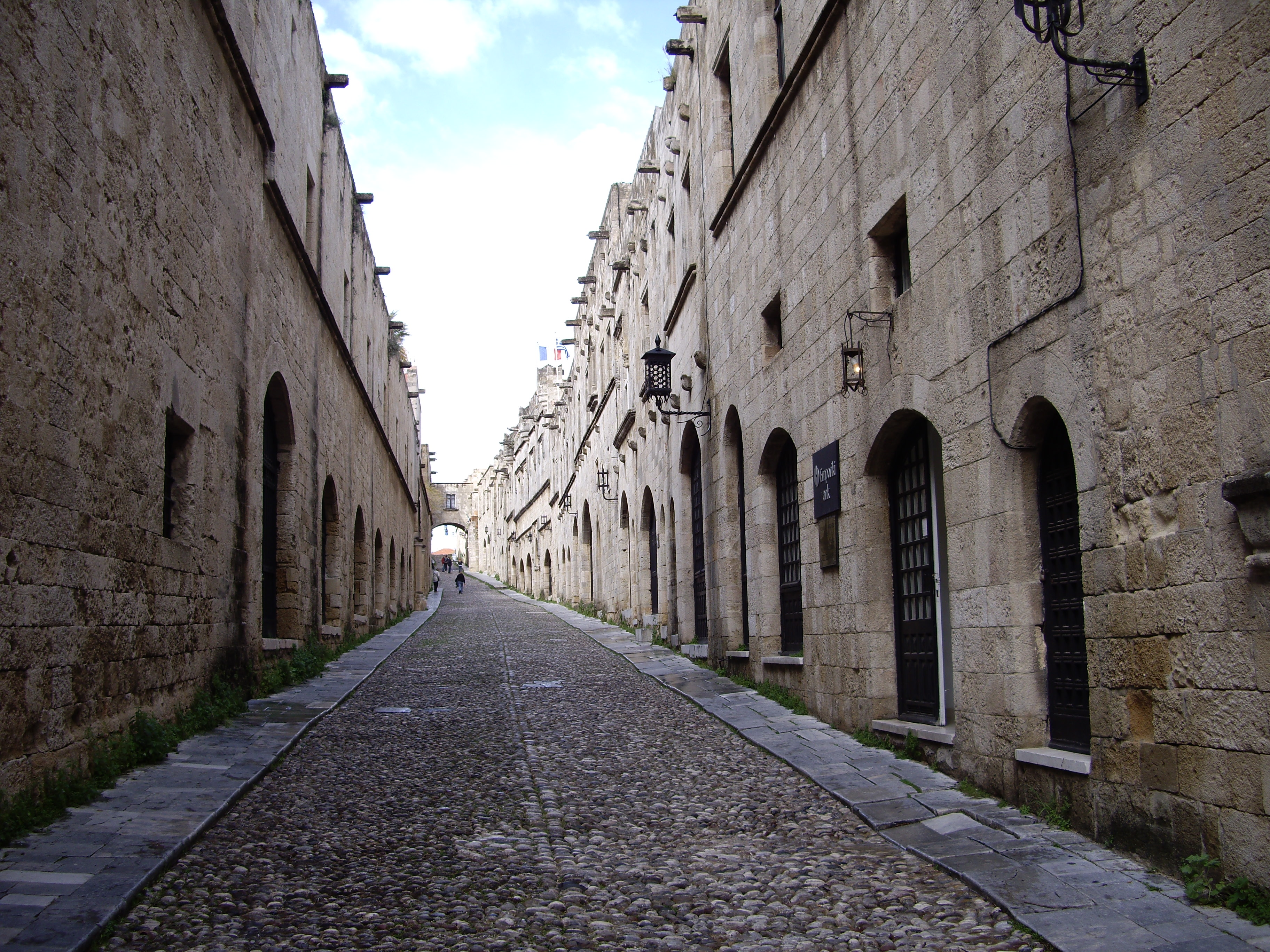
骑士街

罗得中世纪旧城（希臘語：Μεσαιωνική πόλη της Ρόδου）位于罗得城墙内，是欧洲最大的仍在使用的中世纪旧城，拥有6,000居民。罗得中世纪旧城于1988年列为世界遗产，是一个重要的旅游景点。旧城内拥有许多古迹，包括钟楼、苏格拉底广场、犹太广场、土耳其浴室、苏莱曼清真寺、苏格拉底街、骑士街以及大教长宫。
罗得中世纪旧城包含了许多不同的建筑风格，包括圣若望骑士团时期的哥特式建筑；奥斯曼帝国时期的清真寺和公共浴室等。

## 图集

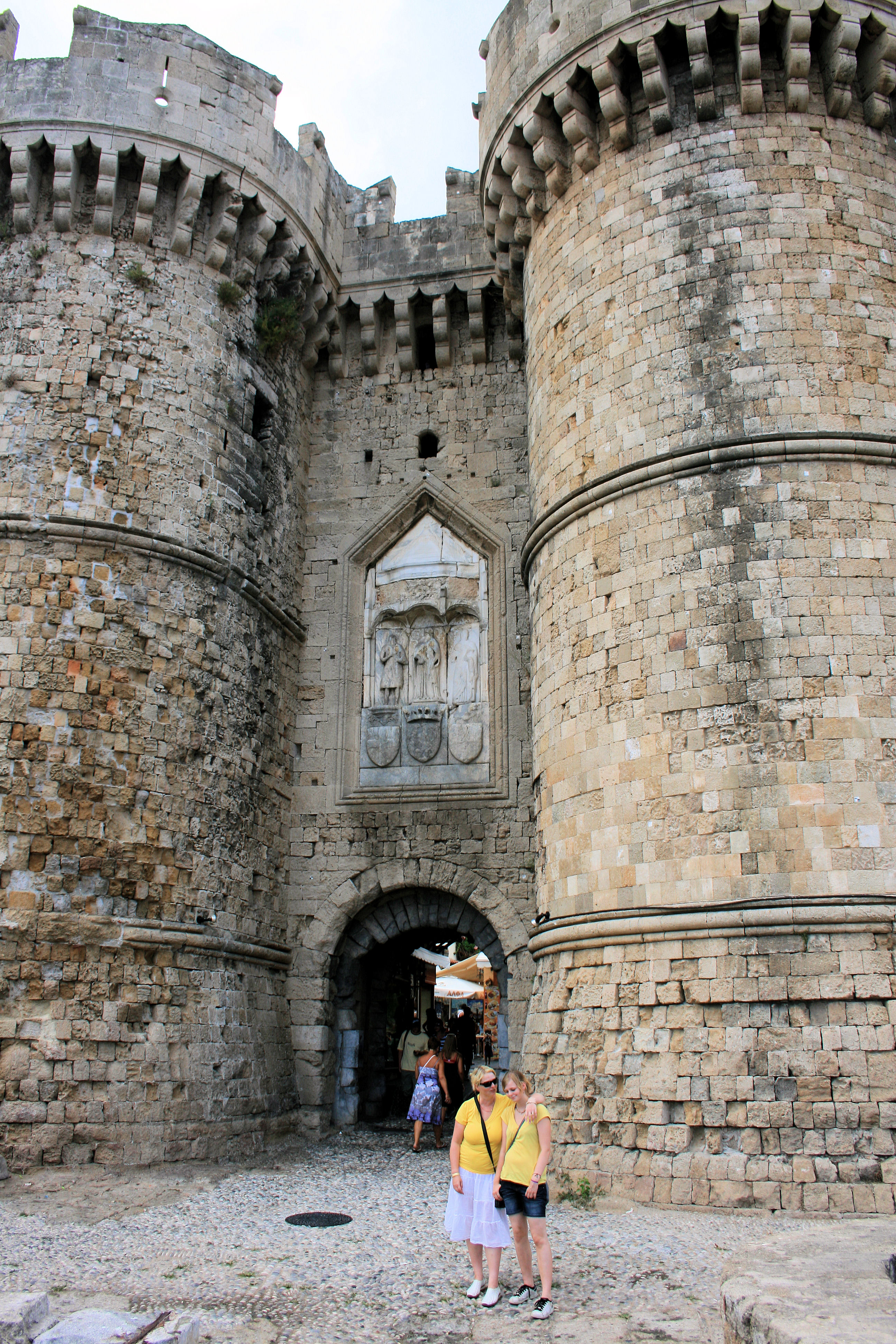
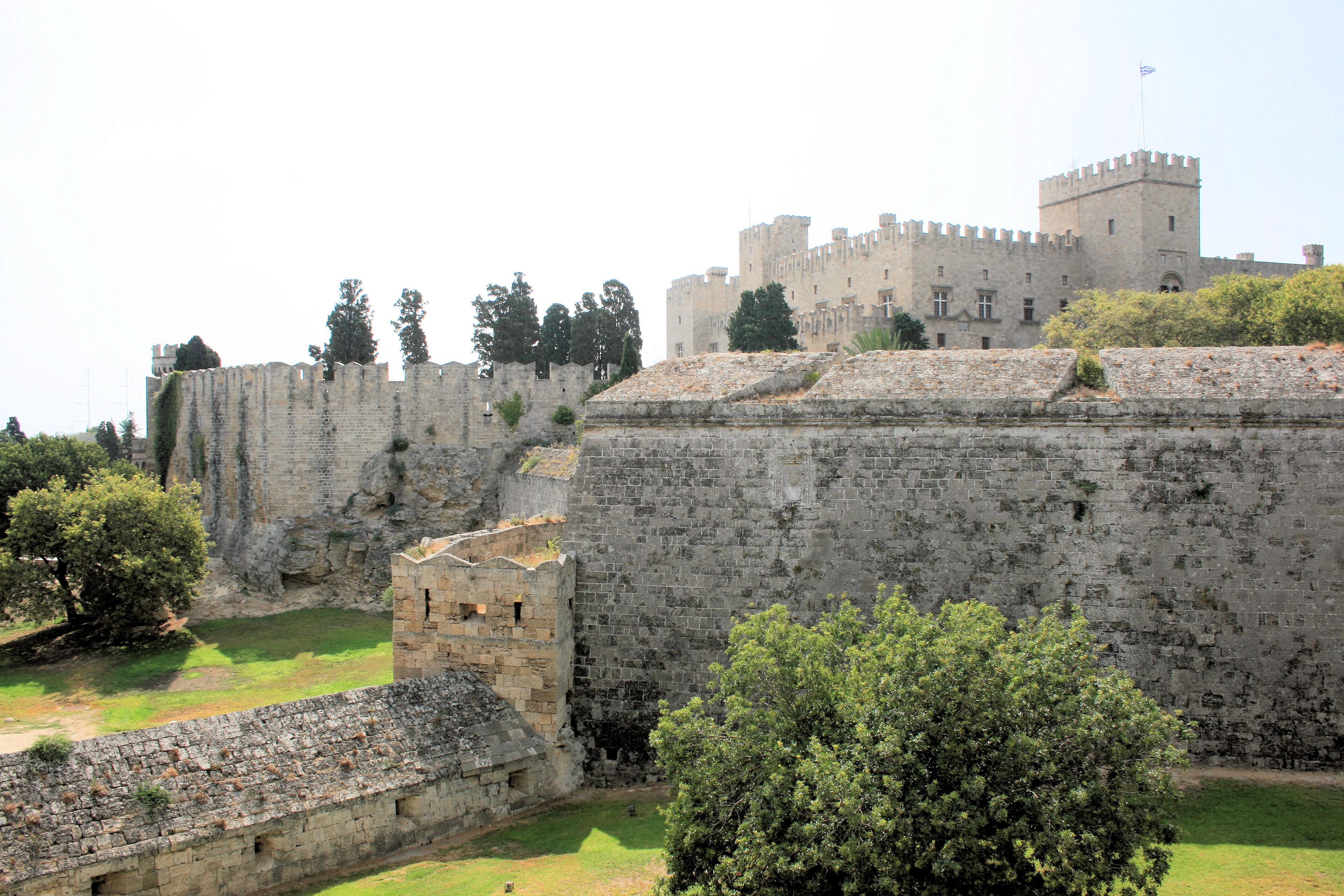
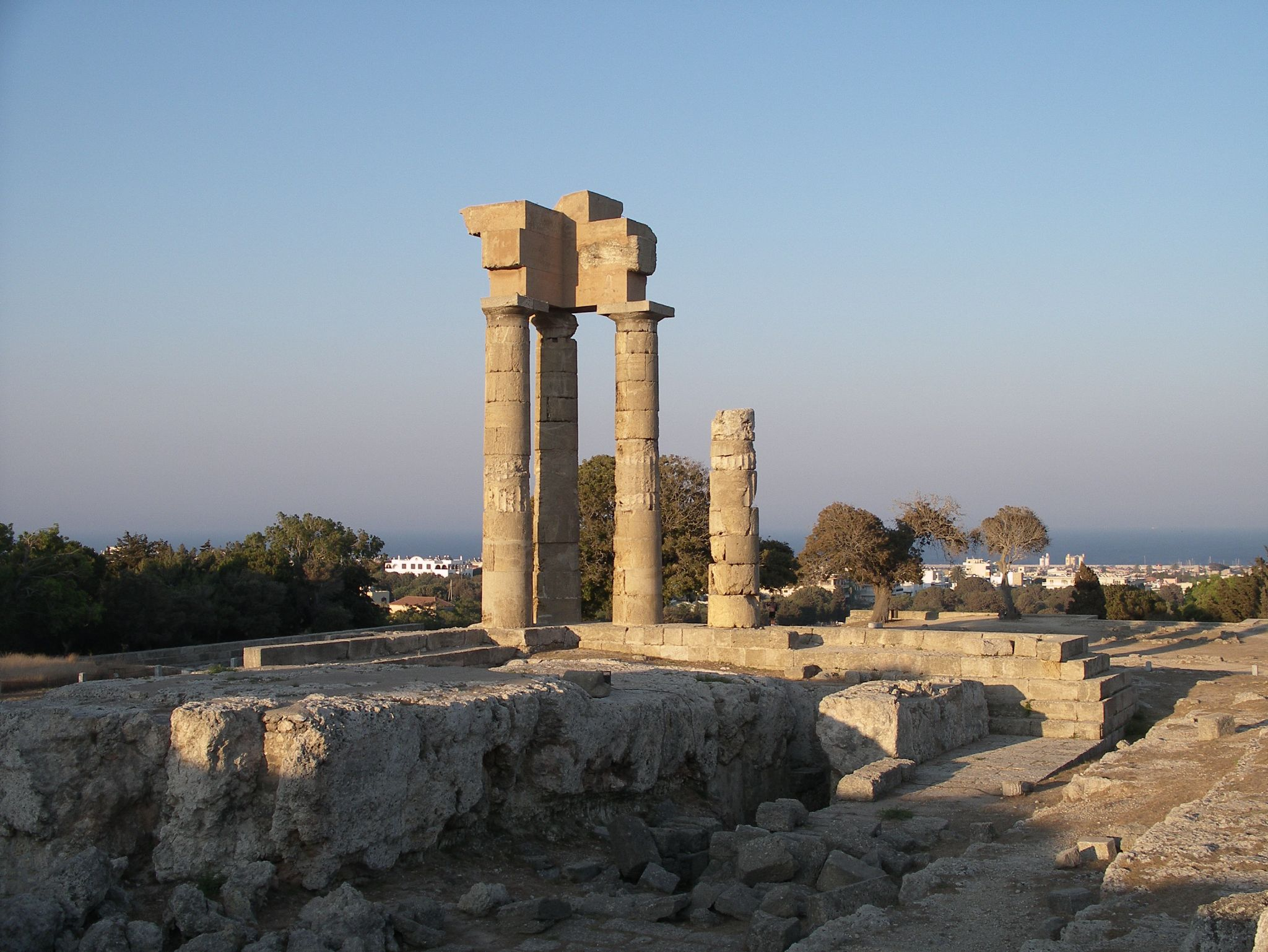
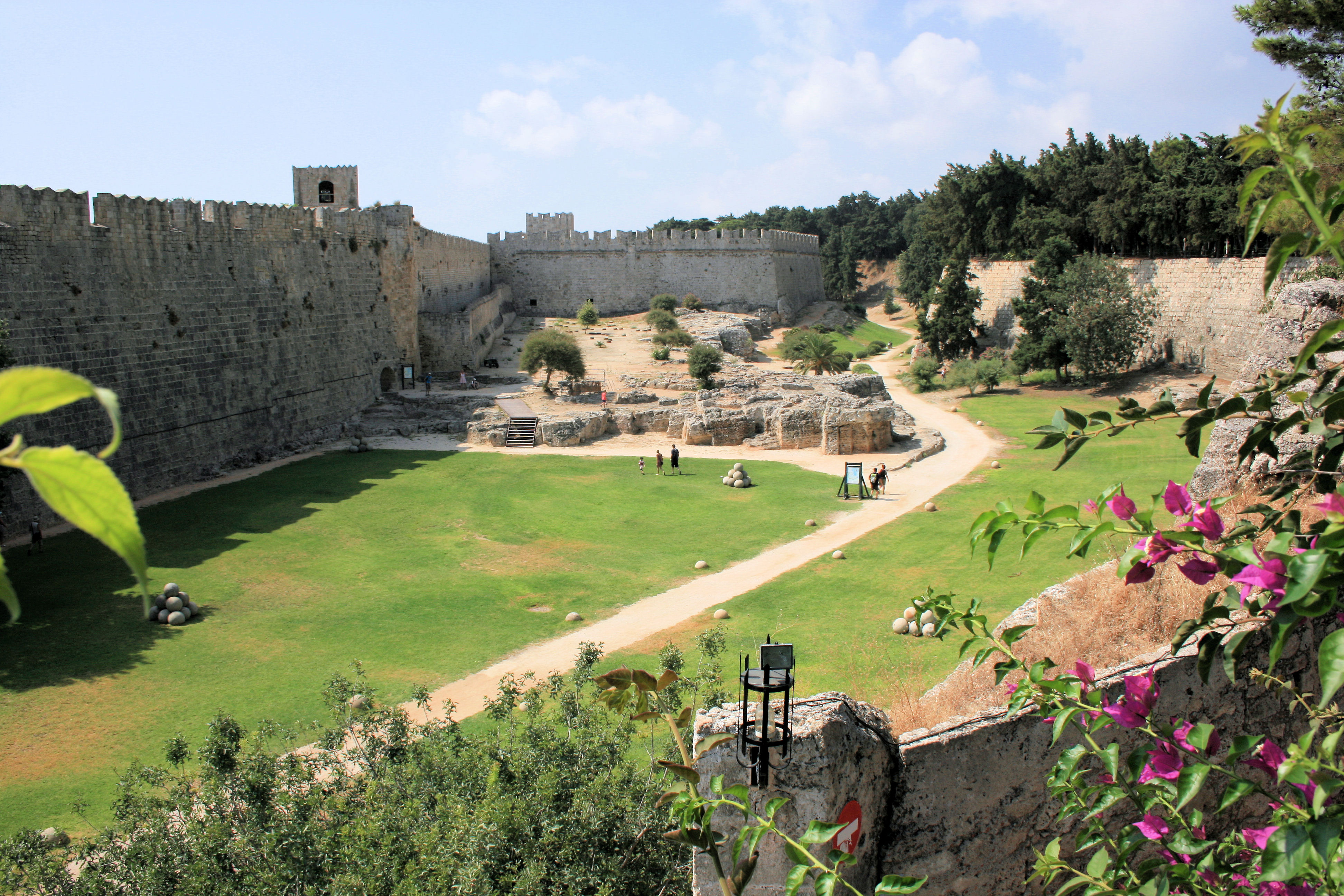
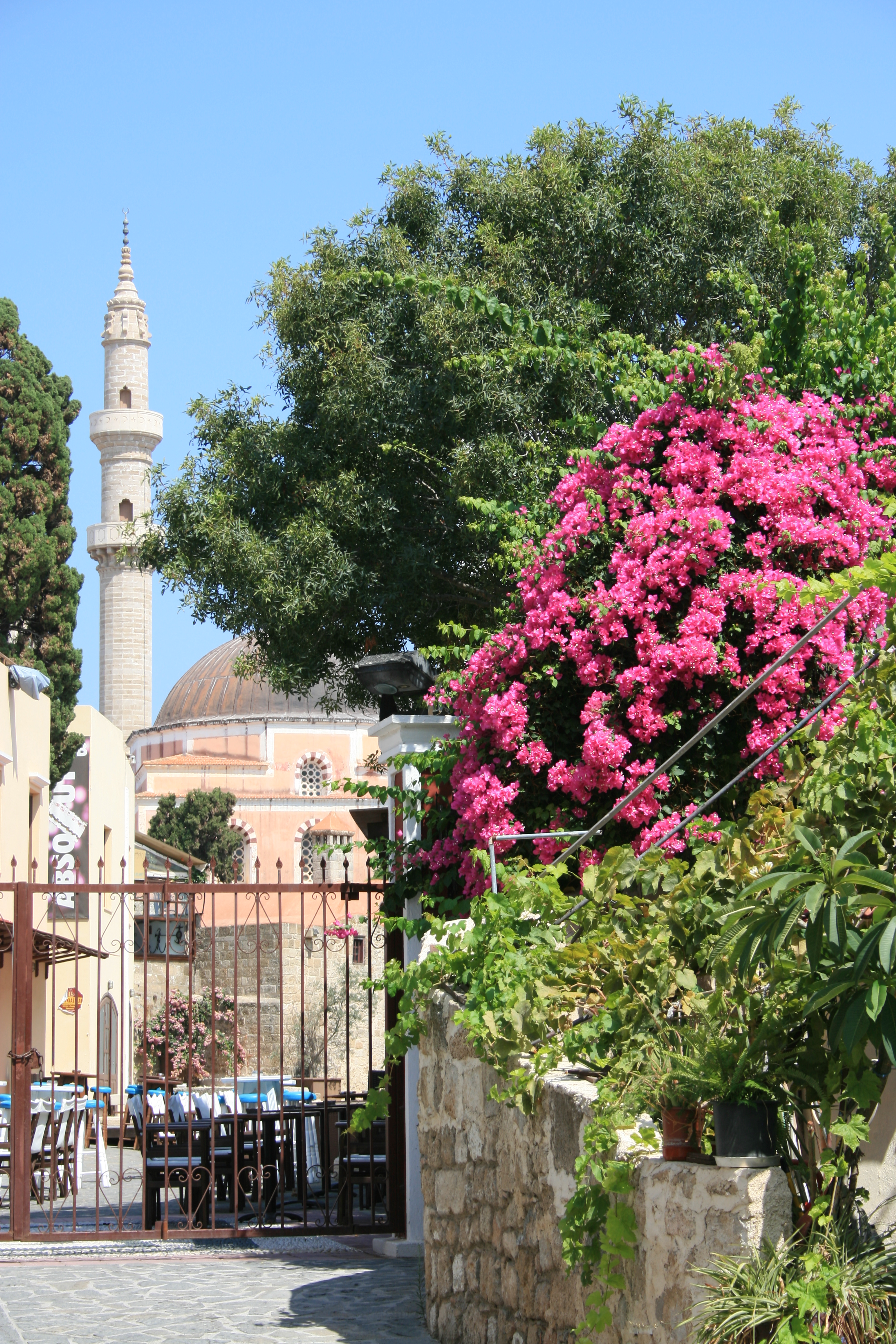
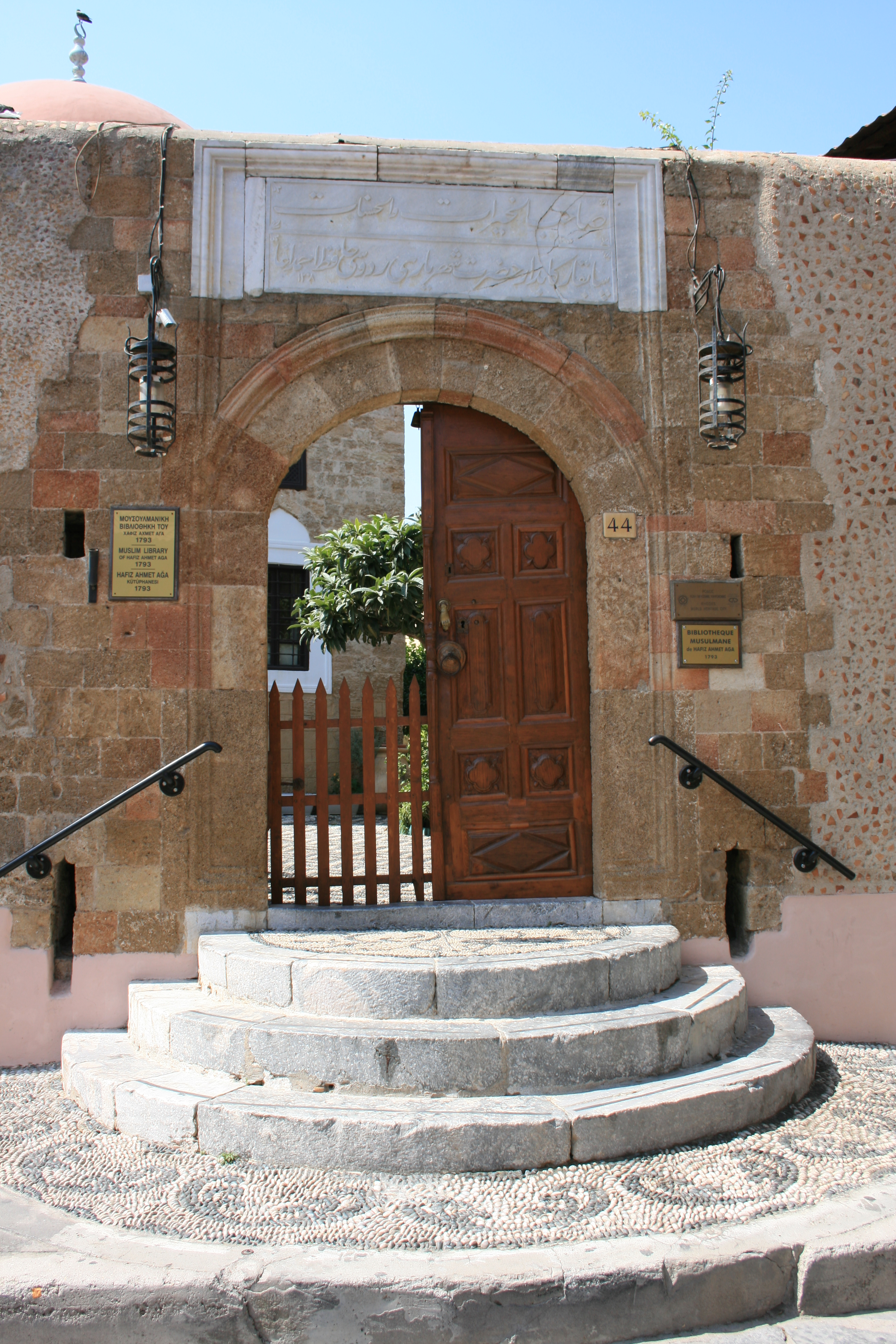
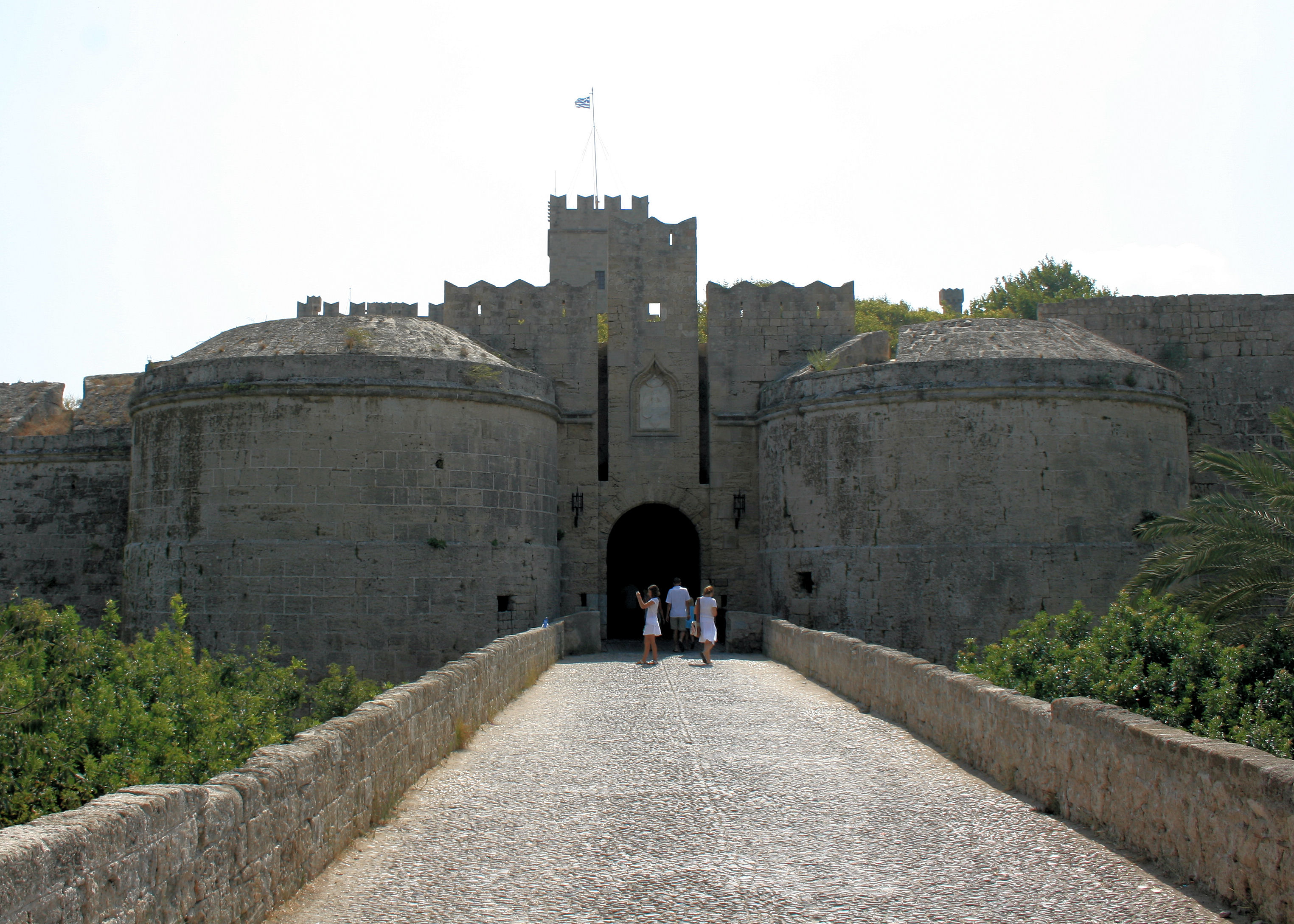